# Vehilius almoneus
Vehilius almoneus är en fjärilsart som beskrevs av William Schaus 1902. Vehilius almoneus ingår i släktet Vehilius och familjen tjockhuvuden. Inga underarter finns listade i Catalogue of Life.